# Joseph Gustav Mraczek
Joseph Gustav Mraczek, född 12 mars 1878, död 24 december 1944, var en tjeckisk tonsättare.
Mraczek var elev vid konservatoriet i Wien 1894-96, konsertmästare vid stadsteatern i Brünn 1897-1902, från 1909 verksam i Dresden som konservatorielärare och dirigent. Mraczek komponerade flera operor, däribland Aebelö, med text efter Sophus Michaëlis roman med samma namn, samt orkesterverk, kammarmusik och annat.